# جورج كار
جورج كار (بالإنجليزية: George Carr)‏ (19 يناير 1899 في المملكة المتحدة - ) هو لاعب كرة قدم بريطاني (وحمل سابقاً جنسية المملكة المتحدة لبريطانيا العظمى وأيرلندا) في مركز الدفاع. لعب مع ستوكبورت كونتي وليستر سيتي ونادي ميدلزبره ونونيتون بورو ‏ ونادي برادفورد بارك أفنيو.